# Promenaea sincorana
Promenaea sincorana är en orkidéart som beskrevs av P.Castro och Marcos Antonio Campacci. Promenaea sincorana ingår i släktet Promenaea och familjen orkidéer. Inga underarter finns listade i Catalogue of Life.